# (3973) Ogilvie
(3973) Ogilvie es un asteroide perteneciente al cinturón de asteroides, descubierto el 30 de octubre de 1981 por Laurence G. Taff desde el Laboratorio Lincoln, Socorro, Nuevo México.

## Designación y nombre
Designado provisionalmente como 1981 UC1. Fue nombrado Ogilvie en honor al profesor e investigador estadounidense Robert E. Ogilvie bien conocido por sus trabajos en cristalografía.